# Calum Davenport
Pour les articles homonymes, voir Davenport.
Calum Raymond Paul Davenport est un footballeur anglais né le 1er janvier 1983 à Bedford en Angleterre. Il évolue actuellement en deuxième division anglaise au Leeds United Football Club au poste de défenseur central.